# Psammitis ninnii
Psammitis ninnii (Synonym: Xysticus ninnii) ist eine Spinnenart aus der Familie der Krabbenspinnen (Thomisidae). Die Art ist in Mitteleuropa sehr selten und in Deutschland stark gefährdet.

## Merkmale
Die Art zählt zu den mittelgroßen Krabbenspinnen. Männchen haben eine Körperlänge von 4,2 bis 5,0 mm, Weibchen erreichen 5,5 bis 7,5 mm. Psammitis ninnii ist wie viele Arten der Gattung farblich variabel, zeigt aber offenbar nur einen geringen Geschlechtsdimorphismus bezüglich Farbe und Zeichnung. Der Vorderkörper (Prosoma) ist auf der Oberseite seitlich schwärzlich braun und deutlich hell gerandet. In der Mitte befindet sich ein breites, weißlich cremefarbenes Längsband, das einen vorne breiten und nach hinten spitz zulaufenden, also etwa V-förmigen, bräunlichen bis beigen Fleck zeigt. Der Spitzfleck endet bei dieser Art deutlich vor dem Hinterkörper. 
Der Hinterkörper (Opisthosoma) zeigt wie viele Arten der Gattung auf hellbeigem oder weißlichem Grund eine dunkle Blattzeichnung. Diese ist beigebraun, dunkel gerandet, innen nur schwach eingebuchtet und durch die helle Grundfärbung in zwei Längsbänder getrennt. Die Beine zeigen über die gesamte Länge dieselbe Grundfarbe wie der Spitzfleck auf dem Prosoma und sind nur schwach dunkel gefleckt. 
Männchen ähneln den Weibchen, sind jedoch insgesamt deutlich dunkler. Wie bei vielen Arten der Gattung sind bei den vorderen beiden Beinpaaren die Femora und etwa die proximale Hälfte der Tibien schwarzbraun, der untere Teil der Vorderbeine sowie die hinteren Beinpaare sind bräunlich. 
In Mitteleuropa gibt es eine Reihe sehr ähnlicher Arten der Gattung; die sichere Bestimmung der Art ist daher nur durch die makroskopische Untersuchung der Geschlechtsorgane (genitalmorphologisch) möglich.

## Verbreitung und Lebensraum
Psammitis ninnii besiedelt die Paläarktis. Die Art ist in Europa eher im Osten und Süden verbreitet und fehlt in Skandinavien und Großbritannien.
Die Art ist wärmeliebend und bewohnt ausschließlich Sandtrockenrasen, Steppen und Heiden bis in maximal 1800 m Höhe. Sie hält sich dort auf der niedrigen Vegetation auf.

## Gefährdung
Die Art wird in Deutschland sehr selten gefunden und ist offenbar weitgehend auf die klimatisch besonders begünstigten Gebiete im Südwesten und im Osten beschränkt. Sie wird in Deutschland aufgrund ihrer Seltenheit und ihrer engen Bindung an wärmeexponierte, spärlich bewachsene Offenflächen in der Roten Liste als „stark gefährdet“ (Kategorie 2) eingestuft.